# 량저우구

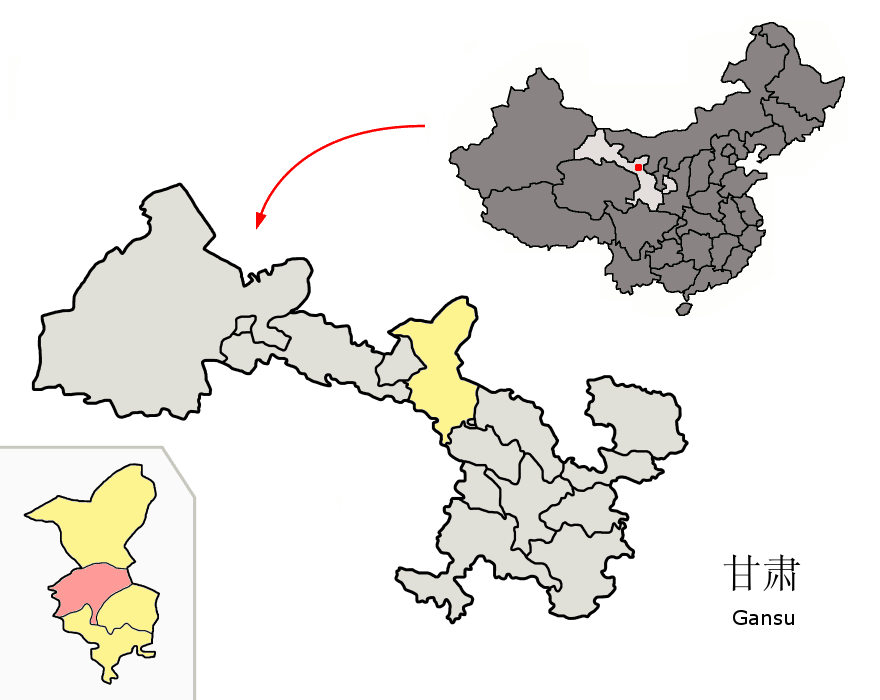
량저우 구의 위치

량저우구(한국어: 양주구, 중국어: 凉州区, 병음: Liángzhōu Qū)는 중화인민공화국 간쑤성 우웨이 시의 현급 행정구역이다. 넓이는 5,081km2이고, 인구는 2007년 기준으로 1,000,000명이다.

## 행정 구역
7개 가도, 19개 진, 18개 향을 관할한다.
- 가도: 东大街街道, 西大街街道, 东关街道, 西关街道, 火车站街道, 地质新村街道, 荣华街道
- 진: 黄羊镇, 武南镇, 清源镇, 永昌镇, 双城镇, 丰乐镇, 高坝镇, 金羊镇, 和平镇, 羊下坝镇, 中坝镇, 永丰镇, 古城镇, 张义镇, 发放镇, 西营镇, 四坝镇, 洪祥镇, 谢河镇
- 향: 五和乡, 韩佐乡, 松树乡, 大柳乡, 长城乡, 金沙乡, 柏树乡, 金塔乡, 下双乡, 九墩乡, 怀安乡, 金山乡, 清水乡, 吴家井乡, 新华乡, 康宁乡, 东河乡, 河东乡

## 같이 보기
- 왕유